# ジョン・ウィッティングデール

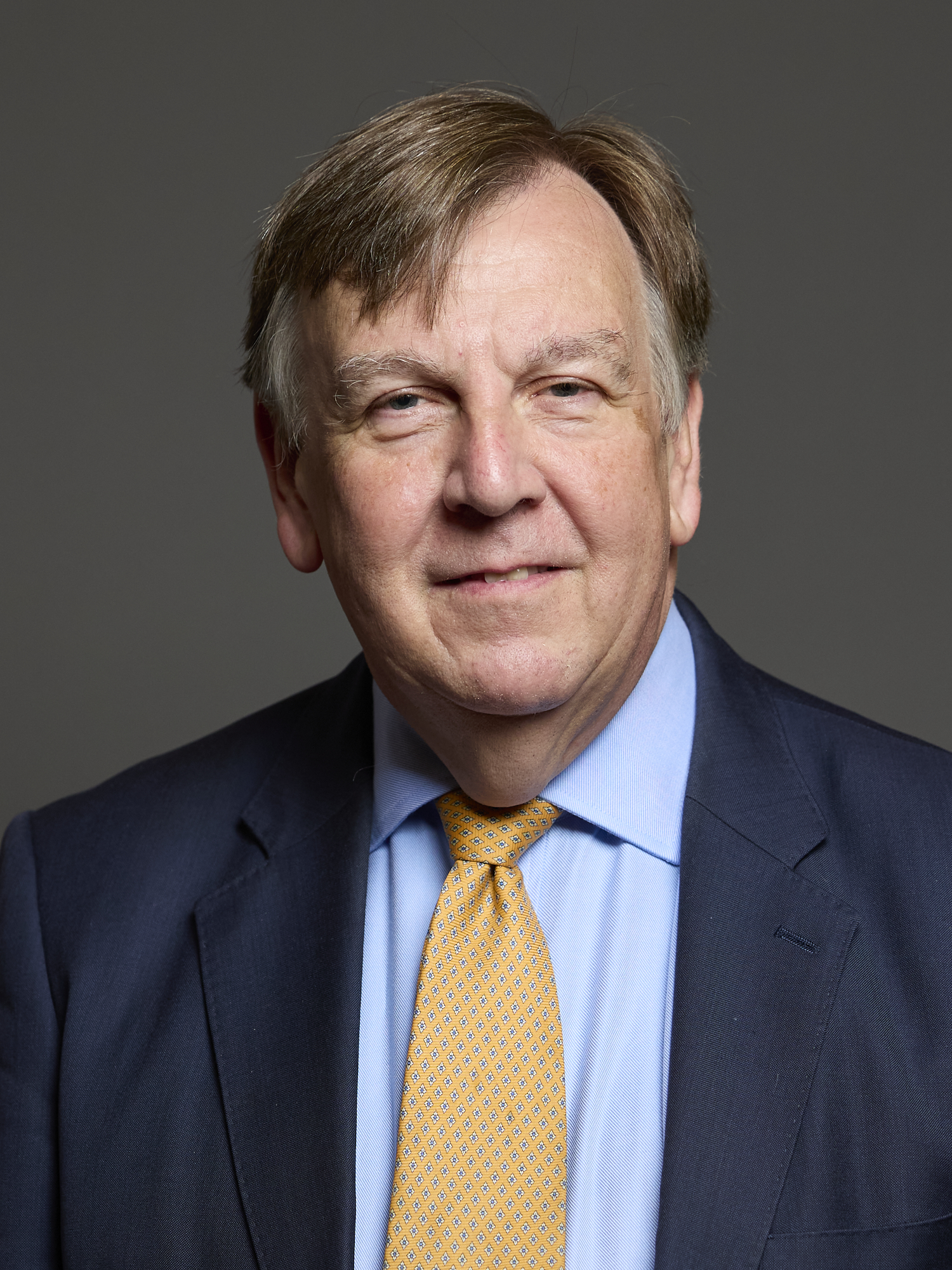
公式写真（2024年）

ジョン・フラスビー・ローレンス・ウィッティングデール（英語: John Flasby Lawrance Whittingdale, OBE, MP、 1959年10月16日 - ）は、イギリスの政治家。保守党に所属する。

## 概略
ウィンチェスター・カレッジで教育を受け、ユニヴァーシティ・カレッジ・ロンドンで経済学を修める。その後CRDで働く。1989年にマーガレット・サッチャーの政務秘書となる。翌年サッチャーが退任する際にウィッティングデールに大英帝国勲章が授与される。1992年に、サウス・コルチェスター・アンド・モルドン選挙区から下院議員に選出される。
下院議員となった後、マーストリヒト条約批准に関連した投票では、当時の政府のポジションを支持できなかったため投票を棄権した。1999年には、当時の保守党党首であったウィリアム・ヘイグの議会担当秘書官を務める。2015年に保守党が政権を維持した際、第2次キャメロン内閣で文化・メディア・スポーツ大臣に就任した。翌年のイギリスの欧州連合離脱是非を問う国民投票では、離脱に賛成した6名の閣僚のひとりとなり、2016年7月に後任首相のテリーザ・メイによって大臣を解任された。その後、2020年から2021年まで、ボリス・ジョンソン首相のもとメディア・観光・クリエイティブ活動大臣を務め、2023年5月から12月にも同大臣とデータ・デジタルインフラ大臣を兼務した。2024年イギリス総選挙で保守党が下野して以降は、影の内閣の保健・社会保障大臣の地位にある。